# Bodhiria Tour
Bodhiria Tour es la primera gira mundial de conciertos de la cantante Judeline, en apoyo a su álbum debut Bodhiria (2024). La gira comenzó el 3 de noviembre en Bruselas, Bélgica, y está previsto que finalice el 22 de febrero en Madrid, España.

## Antecedentes
En 2024, el 1 de octubre, la artista anunció a través de sus redes sociales la primera etapa europea de la gira.Dias más tarde, una segunda y tercera fecha en Madrid fue anunciada, debido a la alta demanda. El 15 de octubre, a través de Instagram, anuncio dos nuevas fechas en Canarias. El 13 de noviembre se desveló el cartel del festival Primavera Sound, donde Judeline presentará su album debut. El 20 de noviembre, se publicó el cartel del Festival de Música y Artes de Coachella Valley, donde Judeline actuará el 12 y 19 de abril de 2025. El 18 de noviembre, se anunció el cartel del festival francés We Love Green, donde también prevé una actuación. El 25 de noviembre fue anunciada junto con los primeros artistas del festival FIB Benicasim. El 28 de noviembre, se dieron a conocer los 10 primeros nombres del Low Festival, entre los que se encontraba la artista. Un día más tarde, se anunciaron los primeros artistas del festival Sonorama Ribera, Judeline entre ellos. El 30 de noviembre fue anunciada su actuación en el nuevo Kalyma Fest. El 4 de diciembre se anunció su participación en el festival Bilbao BBK Live y en el festival SonRías Baixas. El 12 de diciembre se unió al cartel del Fan Futura Fest. El 13 de siembre se anunció su participación en el festival Cooltural Fest. El 16 de diciembre se anunció su participación en el festival Tomavistas. El 19 de diciembre, se anunciaron los primeros artistas del Mallorca Live Festival, entre los que se encuentra Judeline.
En 2025, el 5 de enero en el segundo avance de cartel del festival Riverland, Judeline fue anunciada. El 11 de enero, anunció una nueva fecha en Lanzarote. El 3 de febrero se sumó al festival Concert Music Festival. El 5 de marzo se anunció su concierto en Irún, con motivo de las Fiestas de San Pedro y San Marcial. El 2 de abril se incluyó a la artista en el Festival B de Barcelona.El 5 de junio a través de Instagram, anunció su concierto más multitudinario hasta la fecha, en el Movistar Arena de Madrid.

## Repertorio
Este listado de canciones representa los conciertos celebrados durante la primera etapa española de la gira.
1. «bodhitale»
2. «angelA»
3. «INRI»
4. «mangata»
5. «TÁNGER»
6. «ZAHARA»
7. «otro lugar»
8. «BRUJERIA!»
9. «La tortura» (Cover de Shakira)
10. «Heavenly»
11. «EN EL CIELO»
12. «luna roja»
13. «JOROPO»
14. «4esquinitas»
15. «CANIJO»
16. «Es Dios bueno o sólo es poderoso»
17. «zarcillos de plata»
18. «2+1»

## Fechas
| Fecha          | Ciudad   | País        | Recinto           |
| -------------- | -------- | ----------- | ----------------- |
| 3 de noviembre | Bruselas | Bélgica     | Cirque Royal Club |
| 4 de noviembre | París    | Francia     | Le Trabendo       |
| 5 de noviembre | Londres  | Reino Unido | The Lower Third   |

| Fecha           | Ciudad                     | País           | Recinto                                          |
| --------------- | -------------------------- | -------------- | ------------------------------------------------ |
| 10 de enero     | Bilbao                     | España         | Santana 27                                       |
| 11 de enero     | Zaragoza                   | España         | Oasis                                            |
| 21 de enero     | Madrid                     | España         | Circo Price                                      |
| 25 de enero     | Madrid                     | España         | Circo Price                                      |
| 28 de enero     | Madrid                     | España         | Circo Price                                      |
| 31 de enero     | Sevila                     | España         | Sala Pandora                                     |
| 1 de febrero    | Cádiz                      | España         | Sala Momart                                      |
| 6 de febrero    | Haría                      | España         | Auditorio Jameos del Agua                        |
| 7 de febrero    | San Cristóbal de La Laguna | España         | Aguere Cultural                                  |
| 8 de febrero    | Las Palmas de Gran Canaria | España         | Alboroto                                         |
| 13 de febrero   | Valencia                   | España         | Palau Alameda                                    |
| 20 de febrero   | Santiago de Compostela     | España         | Sala Capitol                                     |
| 27 de febrero   | Barcelona                  | España         | Razzmatazz                                       |
| 1 de marzo      | Montreux                   | Suiza          | Teatro del Villars Palace                        |
| 7 de marzo      | Murcia                     | España         | Sala Mamba                                       |
| 8 de marzo      | Granada                    | España         | Industrial Copera                                |
| 14 de marzo     | Málaga                     | España         | Sala Paris15                                     |
| 12 de abril     | Indio                      | Estados Unidos | Empire Polo Club                                 |
| 17 de abril     | Los Ángeles                | Estados Unidos | Roxy                                             |
| 19 de abril     | Indio                      | Estados Unidos | Empire Polo Club                                 |
| 24 de abril     | Monterrey                  | México         | Foro Tims                                        |
| 25 de abril     | Guadalajara                | México         | C3 Stage                                         |
| 27 de abril     | Ciudad de México           | México         | Expo Santa Fe México                             |
| 6 de mayo       | Lima                       | Perú           | Teatro Leguía                                    |
| 7 de mayo       | Bogotá                     | Colombia       | Bronx Distrito Creativo                          |
| 15 de mayo      | Nueva York                 | Estados Unidos | Elsewhere                                        |
| 29 de mayo      | Madrid                     | España         | Caja Mágica                                      |
| 7 de junio      | Barcelona                  | España         | Parque del Fórum                                 |
| 8 de junio      | París                      | Francia        | Bosque de Vincennes                              |
| 14 de junio     | Calviá                     | España         | Antiguo Aquapark de Calviá                       |
| 28 de junio     | Irún                       | España         | Plaza Urdanibia                                  |
| 10 de julio     | Bilbao                     | España         | Monte Cobetas                                    |
| 11 de julio     | La Coruña                  | España         | Jardines de Méndez Núñez                         |
| 16 de julio     | Berna                      | Suiza          | Parque Gurten                                    |
| 20 de julio     | Dour                       | Bélgica        | Plaine De La Machine A Feu                       |
| 25 de Julio     | Benidorm                   | España         | Ciudad Deportiva Guillermo Amor                  |
| 26 de Julio     | Los Alcázares              | España         | Parque de El Gonio                               |
| 29 de julio     | Chiclana de la Frontera    | España         | Poblado Sancti Petri                             |
| 2 de agosto     | Bueu                       | España         | Jardines de Urbano Lugrís                        |
| Agosto          | Aranda de Duero            | España         | Recinto de Festivales                            |
| 20 de agosto    | Almería                    | España         | Recinto Cultural                                 |
| Agosto          | Cangas de Onís             | España         | Valle de la Música                               |
| 4 de septiembre | Sevilla                    | España         | Pradera del Centro Andaluz de Arte Contemporáneo |
| 3 de octubre    | Barcelona                  | España         | Parque del Fórum                                 |
| 31 de octubre   | Tromsø                     | Noruega        | Storgata Camping                                 |

| Fecha         | Ciudad | País   | Recinto        |
| ------------- | ------ | ------ | -------------- |
| 22 de febrero | Madrid | España | Movistar Arena |

### Conciertos cancelados
| Fecha               | Ciudad                 | País   | Recinto                            | Motivo                                                                            |
| ------------------- | ---------------------- | ------ | ---------------------------------- | --------------------------------------------------------------------------------- |
| 17 de julio         | Benicasim              | España | Recinto de conciertos de Benicasim | Actuación cancelada dada la vinculación del festival con el fondo proisraelí KKR. |
| 1 de agosto de 2025 | Santa Cruz de Tenerife | España | Recinto Ferial                     | Festival cancelado por problemas logísticos                                       |